# Prozac Nation
Prozac Nation (com o subtítulo: Jovem e deprimida na América; memórias) é uma autobiografia publicada em 1994 escrita por Elizabeth Wurtzel que descreve as experiências da autora com depressão nervosa. O livro foi adaptado a um filme independente com o mesmo nome. O nome é uma referência ao Prozac, o antidepressivo prescrito a Wurtzel.
No livro, Wurtzel descreve a sua experiência com a doença mental, com as suas próprias falhas de caráter e como conseguiu viver através de períodos particularmente difíceis enquanto terminava o curso e trabalhava como escritora.
A sua honestidade em relatar episódios que muitas vezes não a refletem favoravelmente é um aspecto fundamental do livro. Isto polarizou muitos leitores e críticos, denunciando alguns Wurtzel como obcecada em si própria, indulgente e intratável, enquanto outros a louvavam por produzir um relato franco e acessível de uma doença muitas vezes estigmatizada.
Como um relato autobiográfico de experiências com a doença mental, pode ser visto como sucessor de livros como The Bell Jar de Sylvia Plath e I Never Promised You a Rose Garden de Joanne Greenberg. Prozac Nation é também semelhante a Girl, Interrupted de Susanna Kaysen, um livro publicado no mesmo ano: ambos foram escritos por jovens talentosas descrevendo as suas experiências com a doença mental. A doença de Elizabeth Wurtzel é conhecida como depressão atípica, sobre a qual não se escreveu muitas vezes na primeira pessoa. 
Algumas críticas, incluindo a publicada no The Guardian dez anos após a sua publicação inicial, sugere que as comparações com The Bell Jar são superficiais:
As infindáveis comparações com The Bell Jar são, tem que se dizê-lo, bastante deslocadas. Enquanto que Plath escreveu com um tipo de economia desapaixonada, descrevendo com beleza a sua doença, a voz de Wurtzel é estridente e desconcertante, apanhando o lado quase sociopático da depressão que caracteriza os momentos mais indescritíveis do livro.